# Олексіївка (Мар'янівська сільська громада)
Олексі́ївка — село в Україні, у Мар'янівській сільській громаді Новоукраїнського району Кіровоградської області. Станом на 01.01.2022 року зареєстровано 140 осіб. Орган місцевого самоврядування — Мар'янівська сільська рада.

## Історія
Станом на 1886 рік у містечку Маловисківської волості Єлисаветградського повіту Херсонської губернії, мешкало 493 особи, налічувалось 93 дворових господарства, існували православна церква та 2 лавки.

## Населення
Згідно з переписом УРСР 1989 року чисельність наявного населення села становила 260 осіб, з яких 115 чоловіків та 145 жінок.
За переписом населення України 2001 року в селі мешкали 224 особи.

### Мова.
Розподіл населення за рідною мовою за даними перепису 2001 року:
| Мова       | Відсоток |
| ---------- | -------- |
| українська | 90,18 %  |
| російська  | 2,68 %   |
| білоруська | 1,34 %   |
| молдовська | 1,34 %   |
| інші       | 4,46 %   |

## Родовище уранових руд
В Олексіївці розташоване найперспективніше в Україні родовище уранових руд — Новокостянтинівське. Запаси родовища оцінюються як найбільші в Європі і п'яті у світі.